# Фрідріх Австрійський (герцог)
Ерцгерцог Фрідріх Марія Альбрехт Вільгельм Карл Австрійський (нім. Friedrich Maria Albrecht Wilhelm Karl Erzherzog von Österreich; 4 червня 1856, Берлін — 30 грудня 1936, Берлін) — австрійський державний та військовий діяч, австрійський фельдмаршал (1914), німецький генерал-фельдмаршал (1915), головнокомандувач австро-угорською армією під час Першої світової війни. Походив з Лотаринзького дому королівської династії Габсбургів, ерцгерцог Австрійський, герцог Цешинський.

## Біографія
Народився в родині ерцгерцога Карла Фердинанда і ерцгерцогині Єлизавети. Коли ерцгерцог Карл Фердинанд помер, Фрідріха і його братів Карла Стефана і Ойгена в 1874 році усиновив його дядько, фельдмаршал ерцгерцог Альбрехт.
У 5-річному віці записаний лейтенантом в Тірольський єгерський полк, дійсну службу почалася 19 березня 1871 року. У травні 1876 року переведений в 42-й піхотний полк. У 1877 році  переведений в 25-й піхотний полк. 15 вересня 1878 року переведений в 13-й піхотний полк. З 23 жовтня 1879 року — командир 18-го піхотного полку. З 1882 року — командир 27-ї піхотної бригади, з 31 липня 1886 року — 14-ї піхотної дивізії, з 31 липня 1889 року — 5-го армійського корпусу (Пресбург).
У лютому 1895 році успадкував після смерті ерцгерцога Альбрехта титул Тешинського герцога і величезні земельні і промислові володіння, ставши одним з найбагатших людей Австрії. Його маєтки розташовувалися в Богемії, Моравії, Сілезії та Угорщині, також Фрідріх володів і великими промисловими підприємствами: він був одним з найбільших в Австрії виробників сигар, бренді, цукру і молочних продуктів. Про нього говорили, що «ерцгерцог Фрідріх напуває молоком весь Відень». Окрім цього, Фрідріх був відомий як любитель мистецтва, меценат і колекціонер картин і монет. Нумізматична колекція ерцгерцога була однією з найбільших в світі.
З 11 квітня 1905 року — генерал-інспектор збройних сил, з 25 червня 1907 року — головнокомандувач ландверу. 11 липня 1914 року ерцгерцог Фрідріх був призначений головнокомандувачем збройних сил Австро-Угорщини. Після смерті Франца Йозефа 2 грудня 1916 року був зміщений з поста імператором Карлом I. Деякий час він залишався заступником головнокомандувача, але вже 11 лютого 1917 року був остаточно усунений від командування.
Після розпаду Австро-Угорщини втратив більшу частину своїх маєтків, вийшов у відставку і виїхав у свої угорські маєтки. У 1921 році прийняв угорське громадянство.

## Сім'я
8 жовтня 1878 року ерцгерцог Фрідріх одружився з принцесою Ізабеллою фон Крой. В пари народились 8 дочок і син.

## Звання
- Лейтенант (14 березня 1871)
- Оберлейтенант (23 квітня 1873)
- Гауптман (1 квітня 1875)
- Майор (1 травня 1877)
- Оберстлейтенант (15 вересня 1878)
- Оберст (23 жовтня 1879)
- Генерал-майор (1 листопада 1882)
- Фельдмаршал-лейтенант (1 листопада 1886)
- Фельдцойгмайстер (1 травня 1894)
- Генерал піхоти (14 червня 1910)
- Фельдмаршал Австро-Угорщини (8 грудня 1914)
- Генерал-фельдмаршал Пруссії (22 червня 1915)

## Нагороди
- Орден Золотого руна (№1 034; 17 квітня 1873)
- Орден Вюртемберзької корони, великий хрест (21 липня 1973)
- Орден Андрія Первозванного (Російська імперія; 4 січня 1877)
- Орден Святого Олександра Невського (Російська імперія; 30 грудня 1878)
- Орден Білого Орла (Російська імперія; 30 грудня 1878)
- Орден Святої Анни 1-го ступеня (Російська імперія; 30 грудня 1878)
- Орден Почесного легіону, великий хрест (Франція; 30 грудня 1878)
- Маріанський хрест
  - нагрудний знак (1879)
  - шийний знак (1898)
- Орден Леопольда I, великий хрест (Бельгія; 3 липня 1881)
- Орден дому Саксен-Ернестіне, великий хрест (7 січня 1882)
- Орден Святого Губерта (Баварське королівство; 24 травня 1889)
- Орден Нідерландського лева, великий хрест (12 грудня 1890)
- Орден Рутової корони (Саксонське королівство; 26 лютого 1891)
- Орден Святого Йосипа, великий хрест (Велике герцогство Тосканське; 26 лютого 1891)
- Орден Слона (Данія; 9 червня 1892)
- Орден Золотого лева Нассау (9 червня 1892)
- Хрест «За військові заслуги» (Австро-Угорщина)
  - хрест (30 листопада 1892)
  - діаманти (30 листопада 1898)
  - 1-го класу з діамантами, військовою відзнакою і мечами
    - хрест з діамантами (9 травня 1915)
    - військова відзнака і меча (1916)
- Орден Чорного орла з ланцюгом (Королівство Пруссія)
  - орден (22 листопада 1892)
  - ланцюг (3 жовтня 1903)
- Орден Червоного орла, великий хрест (Королівство Пруссія; 22 листопада 1892)
- Королівський угорський орден Святого Стефана, великий хрест (9 листопада 1893)
- Орден Карлоса III, великий хрест з ланцюгом (Іспанія; 7 квітня 1896)
- Столітня медаль (Королівство Пруссія; 1897)
- Ювілейна пам'ятна медаль 1898
- Медаль «За військові заслуги» (Австро-Угорщина)
  - бронзова (вересень 1899)
  - срібна (1911)
  - велика золота з мечами (17 жовтня 1916)
- Портрет перського шаха з діамантами (22 жовтня 1900)
- Бальї Великого хреста честі і вірності (Мальтійський орден; 19 травня 1901)
- Константинівський орден Святого Георгія, великий хрест (27 січня 1903)
- Орден Лазні, великий хрест (Британська імперія; 21 червня 1904)
- Орден військових заслуг (Іспанія), великий хрест (5 листопада 1905)
- Почесний знак і срібна медаль Російського Червоного Хреста у пам'ять Російсько-японської війни (3 січня 1908)
- Орден Серафимів (Швеція; 3 січня 1908)
- Орден Вірності (Баден) (10 травня 1908)
- Орден Бертольда I, великий хрест (Велике герцогство Баденське; 10 травня 1908)
- Орден Білого Сокола, великий хрест (Велике герцогство Саксен-Веймар-Айзенаське; 10 травня 1908)
- Ювілейний хрест
- Хрест «За вислугу років» (Австрія) 2-го класу для офіцерів
- Пам'ятна медаль «Марія Крістіна Іспанська» (1909)
- Медаль принца-регента Луїтпольда в бронзі (Королівство Баварія; 1911)
- Орден Вендської корони, великий хрест з короною в руді (Мекленбург; 10 листопада 1911)
- Орден «Святі Кирило та Мефодій» (Болгарське царство; 12 червня 1912)
- Почесний знак Австрійського Червоного Хреста, зірка з військовою відзнакою
  - зірка (21 серпня 1914)
  - відзнака (15 лютого 1915)
- Залізний хрест 2-го і 1-го класу (Королівство Пруссія; 31 серпня 1914) — отримав 2 нагороди одночасно.
- Хрест «За військові заслуги» (Мекленбург-Шверін) 2-го і 1-го класу (14 березня 1915) — отримав 2 нагороди одночасно.
- Військовий орден Максиміліана Йозефа, великий хрест (Королівство Баварія; 1 травня 1915)
- Pour le Mérite з дубовим листям (Королівство Пруссія)
  - орден (14 травня 1915)
  - дубове листя (5 січня 1917)
- Військовий орден Святого Генріха (Королівство Саксонія)
  - лицарський хрест
  - командорський хрест 1-го класу (22 травня 1915)
- Орден «За військові заслуги» (Вюртемберг), великий хрест (30 травня 1915)
- Золота і срібна медаль «Імтияз» (Османська імперія; 19 серпня 1915) — отримав 2 нагороди одночасно.
- Орден «За хоробрість» 1-го класу (Третє Болгарське царство; 19 лютого 1916)
- Військовий Хрест Фрідріха-Августа (Ольденбург) 2-го і 1-го класу (17 березня 1916) — отримав 2 нагороди одночасно.
- Хрест «За військові заслуги» (Брауншвейг) (11 вересня 1916)
- Золота медаль Заслуг Червоного Півмісяця (1 жовтня 1916)
- Князівський орден дому Гогенцоллернів, почесний хрест 1-го класу з мечами (12 жовтня 1916)
- Військовий орден Марії Терезії, великий хрест з особистим листом імператора (25 грудня 1916)
- Хрест «За військові заслуги» (Ліппе) (5 липня 1918)
- Хрест «За вислугу років» (Пруссія) (26 вересня 1918)
- Почесний доктор Віденського університету
- Пам'ятна військова медаль (Угорщина) з мечами
- Пам'ятна військова медаль (Австрія) з мечами